# Edward F. Cullen
Edward F. Cullen (* wahrscheinlich 20. Jahrhundert) ist/war ein US-amerikanischer Filmschauspieler und Filmproduzent, der 1960 für einen Oscar nominiert war.

## Lebensdaten
In dem 1920 veröffentlichten Stummfilm-Drama The Place of the Honeymoons trat Cullen unter dem Namen Edward Cullen erstmals in Erscheinung. Er war als Donald Abbott besetzt. Erst 1950 tauchte sein Name wieder im Zusammenhang mit dem Film auf. Er spielte in einigen Folgen der Fernsehserien Masterpiece Playhouse, The Pilco Television Playhouse und Pulitzer Prize Playhouse mit. Im Jahr 1951 war er in der Folge Abe Lincoln in Illinois des Lux Video Theatres besetzt. Der Film zeigt den Aufstieg Abraham Lincolns, der 1861 als 16. Präsident der USA vereidigt wurde. Daran schlossen sich weitere Arbeiten fürs Fernsehen an. Für den von ihm produzierten 1959 veröffentlichten Dokumentar-Kurzfilm From Generation to Generation erhielt Cullen 1960 eine Oscarnominierung. Die Trophäe wurde jedoch dem Niederländer Bert Haanstra und seinen Film Glas zugesprochen. Im Zentrum des Films steht die Arbeit eines Glasbläsers. From Generation to Generation verfolgt das Leben eines Landwirts und seiner Familie auf einem Bauernhof in Pennsylvania über alle Jahreszeiten hinweg. Ein weiterer Film im Jahr 1959 war der Abenteuer-Kurzfilm The Chaplin Story aus der Fernsehserie Flight. Cullen produzierte den Film. 
In dem Fernsehfilm Arsenic & Lace trat Cullen letztmals als Schauspieler auf. Er verkörperte Mr. Witherspoon. Tony Randall, Boris Karloff und Dorothy Stickney spielten die Hauptrollen. Seine letzten bekannten Arbeiten als Produzent lieferte Cullen 1979 und 1982 mit den Fernsehfilmen A Family Circus Christmas und A Family Circus Easter ab.

## Filmografie (Auswahl)
– Schauspieler –
- 1920: The Place of the Honeymoons
- 1950: Masterpiece Playhouse (Fernsehserie, Folge Othello)
- 1950: The Philco Television Playhouse (Fernsehserie, Folge Portrait of a President)
- 1951: Lux Video Theatre (Fernsehserie, Folge Abe Lincoln in Illinois)
- 1950/1951: Robert Montgomery Presents, (Folgen Arrowsmith und The Closed Door)
- 1951: The Billy Rose Show (Fernsehserie, Folge The Old Megician)
- 1961: Victoria Regina (Fernsehfilm)
- 1962: Arsenic & Old Lace (Fernsehfilm)

– Produzent –
- 1956: Mr. Finley’s Feelings (Kurzfilm)
- 1959: From Generation to Generation (Dokumentar-Kurzfilm)
- 1959: Flight (Fernsehserie, Folge The Chaplin Story)
- 1978: A Special Valentine with the Family Circus (Fernsehfilm)
- 1979: A Family Circus Christmas (Fernsehfilm)
- 1982: A Family Circus Easter (Fernsehfilm)

## Auszeichnung
Oscarverleihung 1960
- Nominierung in der Kategorie „Bester Dokumentar-Kurzfilm“ für From Generation to Generation